# Kamran Safi
Kamran Safi (* 7. August 1974 in Teheran) ist ein schweizerisch-iranischer Biologe am Max-Planck-Institut für Verhaltensbiologie, der die Forschungsgruppe Tier-Umwelt-Interaktionen in der Abteilung für Tierwanderungen leitet.

## Leben
2001 schloss er sein Studium der Biologie und Zoologie an der Universität Zürich unter der Leitung von Gerald Kerth und Barbara König mit einer Diplomarbeit zur olfaktorischen Kommunikation der Bechsteinfledermaus (Myotis bechsteinii) ab. 2007 folgte die Promotion ebenfalls am Zoologischen Institut der Universität Zürich unter Betreuung von Gerald Kerth und Barbara König. Die Dissertation beschäftigt sich mit der geschlechtsspezifischen Segregation der Zweifarbfledermaus (Vespertilio murinus). Von 2007 bis 2009 war Kamran Safi postdoctoral research fellow der Zoological Society of London (ZSL). Seit 2009 arbeitet er am Max-Planck Institut für Verhaltensbiologie in Radolfzell am Bodensee zunächst als Wissenschaftler und später als Forschungsgruppenleiter.
Safi untersucht die Mechanismen ökologischer und evolutionärer Prozesse in der natürlichen Welt. Dies geschieht durch ein quantitatives und voraussagendes Verständnis dafür, wie sich die sich ständig ändernden Umweltbedingungen auf Tiere in freier Wildbahn auswirken, welche Entscheidungen sie evolviert sind zu treffen und welche Auswahlmöglichkeiten sie gelernt haben zu bevorzugen. Seine aktuellen Arbeiten befassen sich mit dem Segelflug und den atmosphärischen Bedingungen grosser Vogelarten wie dem Steinadler in den Alpen, oder verschiedenen Geierarten wie dem Truthahngeier in Kuba. Daneben beschäftigt sich Safi mit der makroevolutionären Entwicklung der Gehirngrösse und Organisation von Säugetieren. Ein Teil seiner Forschungstätigkeit befasst sich zudem mit Biodiversität und der Vermessung der Artenzusammensetzung unter Berücksichtigung der phylogenetischen (evolutionären) und der morphologisch-funktionalen Vielfalt von Ökosystemen. Safi wurde 2020 auf dem 26. Platz in der Liste der meistzitierten Verhaltensbiologen im deutschen Sprachraum aufgeführt. 
Nebst seiner Forschungstätigkeit ist Safi Begründer der Animove.org, einer Schulungsinitiative, die von Freiwilligen verschiedener Organisationen betrieben wird, wie dem Max-Planck-Institut für Verhaltensbiologie, der Universität Würzburg, dem Deutschen Zentrum für Luft- und Raumfahrt, dem Smithsonian, INRAe und Senckenberg (BIK-F).

## Schriften (Auswahl)
- Herausgeber mit Kate E. Jones: Global biodiversity of mammals (= Philosophical Transactions of the Royal Society B. Band 366). 2011, doi:10.1098/rstb.2011.0090.
- Die Zweifarbfledermaus in der Schweiz: Status und Grundlagen zum Schutz (= Bristol-Schriftenreihe. Band 17). Haupt, Bern 2006, ISBN 978-3-258-07024-7.
- mit Bart Kranstauber: Analysis and Mapping of Animal Movement in R. Chapman & Hall/CRC, Boca Raton 2018, ISBN 978-1-4665-9150-9.